# Grand Prix automobile de Monza 1929
Le Grand Prix de Monza 1929 est un Grand Prix qui s'est tenu sur l'anneau de vitesse du circuit de Monza le 15 septembre 1929.

## Résultats de la première manche

### Grille de départ
| 1re ligne | Pos. 1           | Pos. 2            | Pos. 3          | Pos. 4           |
| --------- | ---------------- | ----------------- | --------------- | ---------------- |
|           | Arcangeli Talbot | Beccaria Maserati | Nuvolari Talbot | Ruggeri Maserati |
| 1re ligne | Pos. 5           |                   |                 |                  |
|           | Duray Miller     |                   |                 |                  |

## Classement de la course
En gras, les pilotes qualifiés pour la manche finale.
| Pos. | no | Pilote            | Châssis     | Tours | Temps/Abandon              | Grille |
| ---- | -- | ----------------- | ----------- | ----- | -------------------------- | ------ |
| 1    | 12 | Luigi Arcangeli   | Talbot 700  | 22    | 33 min 9 s 8 (179,11 km/h) | 1      |
| 2    | 16 | Tazio Nuvolari    | Talbot 700  | 22    | + 1 s 4                    | 3      |
| 3    | 8  | Amedeo Ruggeri    | Maserati 26 | 22    | + 4 min 47 s 2             | 4      |
| Abd. | 18 | Luigi Beccaria    | Maserati 26 | 16    | Moteur                     | 2      |
| Abd. | 20 | Leon Duray        | Miller 91   | 15    | Mécanique                  | 5      |
| Np.  | 2  | Abele Clerici     | Salmson     |       | Non partant                |        |
| Np.  | 4  | Luigi Platé       | Lombard AL3 |       | Non partant                |        |
| Np.  | 10 | Luigi Castelbarco | Talbot 700  |       | Non partant                |        |

- Légende : Abd.=Abandon - Np.=Non partant

## Résultats de la deuxième manche

### Grille de départ
| 1re ligne | Pos. 1            | Pos. 2               | Pos. 3           | Pos. 4                 |
| --------- | ----------------- | -------------------- | ---------------- | ---------------------- |
|           | Biondetti Bugatti | Borzacchini Maserati | Zanelli Bugatti  | Varzi Alfa Romeo       |
| 2e ligne  | Pos. 5            | Pos. 6               | Pos. 7           | Pos. 8                 |
|           | Toti Maserati     | Decaroli Bugatti     | Nenzioni Bugatti | Brilli-Peri Alfa Romeo |
| 3e ligne  |                   | Pos. 9               | Pos. 10          |                        |
|           |                   | Duray Miller         | Foresti Bugatti  |                        |

## Classement de la course
En gras, les pilotes qualifiés pour la manche finale.
| Pos. | no | Pilote              | Châssis       | Tours | Temps/Abandon              | Grille |
| ---- | -- | ------------------- | ------------- | ----- | -------------------------- | ------ |
| 1    | 38 | Gastone Brilli-Peri | Alfa Romeo P2 | 22    | 32 min 9 s 0 (184,76 km/h) | 8      |
| 2    | 26 | Baconin Borzacchini | Maserati 26B  | 22    | + 12 s 0                   | 2      |
| 3    | 30 | Achille Varzi       | Alfa Romeo P2 | 22    | + 36 s                     | 4      |
| 4    | 24 | Clemente Biondetti  | Bugatti T35C  | 22    | + 2 min 14 s 4             | 1      |
| 5    | 42 | Giulio Foresti      | Bugatti T35C  | 22    | + 2 min 18 s 6             | 10     |
| 6    | 32 | Raffaelo Toti       | Maserati 26   | 22    | + 4 min 13 s 2             | 5      |
| 7    | 34 | Louis Decaroli      | Bugatti T37A  | 22    | + 4 min 45 s 0             | 6      |
| Abd. | 28 | Juan Zanelli        | Bugatti T35B  | 15    | Mécanique                  | 3      |
| Abd. | 40 | Leon Duray          | Miller 91     | 11    | Mécanique                  | 9      |
| Abd. | 36 | Cleto Nenzioni      | Bugatti T35C  | 10    | Mécanique                  | 7      |
| Np.  | 22 | Ernesto Maserati    | Maserati 26B  |       | Non partant                |        |

- Légende : Abd.=Abandon - Np.=Non partant

## Résultats de la Troisième manche

### Grille de départ
| 1re ligne | Pos. 1               | Pos. 2                 | Pos. 3             | Pos. 4               |
| --------- | -------------------- | ---------------------- | ------------------ | -------------------- |
|           | A. Maserati Maserati | Caflisch Mercedes-Benz | Momberger Mercedes | Rosenberger Mercedes |

## Classement de la course
En gras, les pilotes qualifiés pour la manche finale.
| Pos. | no | Pilote            | Châssis          | Tours | Temps/Abandon               | Grille |
| ---- | -- | ----------------- | ---------------- | ----- | --------------------------- | ------ |
| 1    | 54 | August Momberger  | Mercedes GP      | 22    | 34 min 16 s 6 (173,30 km/h) | 3      |
| 2    | 48 | Alfieri Maserati  | Maserati V4      | 22    | + 0 s 2                     | 1      |
| 3    | 50 | Federico Caflisch | Mercedes-Benz SS | 22    | + 1 min 5 s 4               | 2      |
| Abd. | 52 | Adolf Rosenberger | Mercedes GP      | 4     | Moteur                      | 4      |
| Np.  | 44 | ?                 | Delage 2LCV      |       | Non partant                 |        |
| Np.  | 46 | Umberto Pugno     | Bugatti T35B     |       | Non partant                 |        |

- Légende : Abd.=Abandon - Np.=Non partant

## Résultats de la dernière manche

### Grille de départ
| 1re ligne | Pos. 1          | Pos. 1           | Pos. 2           | Pos. 2               | Pos. 3                 | Pos. 3                 | Pos. 4                 | Pos. 4             | Pos. 5               | Pos. 5               |
| --------- | --------------- | ---------------- | ---------------- | -------------------- | ---------------------- | ---------------------- | ---------------------- | ------------------ | -------------------- | -------------------- |
|           | Nuvolari Talbot | Nuvolari Talbot  | Arcangeli Talbot | Arcangeli Talbot     | Caflisch Mercedes-Benz | Caflisch Mercedes-Benz | Momberger Mercedes     | Momberger Mercedes | A. Maserati Maserati | A. Maserati Maserati |
| 2e ligne  |                 | Pos. 6           | Pos. 6           | Pos. 7               | Pos. 7                 | Pos. 8                 | Pos. 8                 | Pos. 9             | Pos. 9               |                      |
|           |                 | Varzi Alfa Romeo | Varzi Alfa Romeo | Borzacchini Maserati | Borzacchini Maserati   | Brilli-Peri Alfa Romeo | Brilli-Peri Alfa Romeo | Ruggeri Maserati   | Ruggeri Maserati     |                      |

## Classement de la course
| Pos. | no | Pilote              | Châssis          | Tours | Temps/Abandon               | Grille |
| ---- | -- | ------------------- | ---------------- | ----- | --------------------------- | ------ |
| 1    | 30 | Achille Varzi       | Alfa Romeo P2    | 22    | 31 min 38 s 4 (187,74 km/h) | 6      |
| 2    | 16 | Tazio Nuvolari      | Talbot 700       | 22    | + 1 min 36 s 6              | 1      |
| 3    | 54 | August Momberger    | Mercedes GP      | 22    | + 2 min 38 s 8              | 4      |
| 4    | 38 | Gastone Brilli-Peri | Alfa Romeo P2    | 22    | + 2 min 39 s 9              | 8      |
| 5    | 50 | Federico Caflisch   | Mercedes-Benz SS | 22    | + 2 min 41 s 6              | 3      |
| 6    | 48 | Alfieri Maserati    | Maserati V4      | 5     | + 3 min 9 s 8               | 5      |
| 7    | 26 | Baconin Borzacchini | Maserati 26B     | 22    | + 3 min 42 s 6              | 7      |
| 8    | 18 | Amedeo Ruggeri      | Maserati 26      | 22    | + 6 min 19 s 6              | 9      |
| Abd. | 12 | Luigi Arcangeli     | Talbot 700       | 21    | Allumage                    | 2      |

- Légende: Abd.=Abandon

## Pole position et record du tour
- Pole position :  Tazio Nuvolari (Talbot) attribué par ballotage.
- Meilleur tour en course :  Alfieri Maserati (Maserati) en 1 min 21 s 0 (200,00 km/h).